# Lantenay, Ain

Lantenay este o comună în departamentul Ain din estul Franței.